# Salomon Pinhas
Salomon Pinhas (* 1759 in Bayreuth; † 19. Februar 1837 in Kassel) war ein deutscher Miniaturmaler und Radierer.
Ab 1788 war Pinhas Hofminiaturmaler in Kassel. Er war der Sohn des Juda Pinhas und der Vater von Jakob und Hermann Pinhas. Er schuf zu Beginn des 19. Jahrhunderts, im Auftrag von Wilhelm I., einen Zyklus von 133 Rosenaquarellen zur Weißensteiner Rosensammlung im Schlosspark Wilhelmshöhe.